# Alois Josef Ruckert

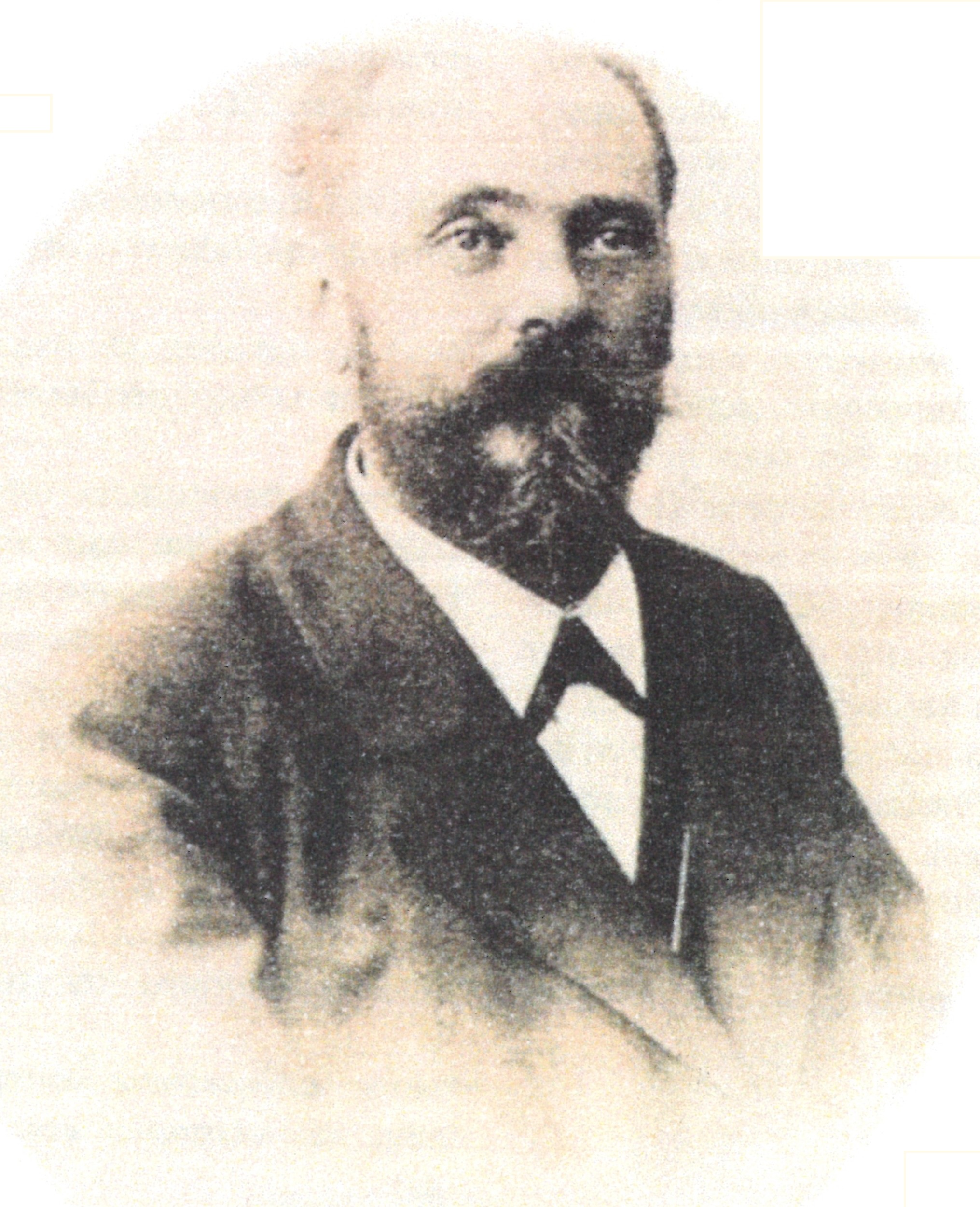
Alois Josef Ruckert

Alois Josef Ruckert (auch Alois Joseph Ruckert; * 13. Februar 1846 in Stellberg, heute Ebersburg; † 17. November 1916 in Würzburg) war ein Lehrer und Schriftsteller.

## Leben
Alois Josef Ruckert wurde am 13. Februar 1846 in Stellberg geboren, das zusammen mit dem Nachbarort Thalau damals zum bayerischen Landgericht Brückenau gehörte. Der Vater des späteren Schriftstellers war Lehrer und die Familie zog häufiger um. Deshalb wuchs der junge Alois Josef auch in Buchbrunn bei Kitzingen auf, wo der Vater die Stelle als Volksschullehrer bekleidete. Nach seiner Schulzeit besuchte Ruckert das Lehrerseminar in Würzburg und wurde ebenfalls Lehrer.
Im Jahr 1872 trat Ruckert seine erste Stelle als katholischer Lehrer im unterfränkischen Neuses am Berg an. Hier heiratete er auch kurz nach seiner Ankunft die Aschaffenburgerin Margarete Hildegarde Neumann. Zunächst konzentrierte sich der Lehrer auf das Verfassen mehrerer Lehrbücher für die Volksschule. Allerdings entstand auch in Neuses das Unterfränkische Mundartwörterbuch, das zu seinen Hauptwerken gehört. Ruckert verließ Neuses 1877 in Richtung Maibach bei Schweinfurt. Dort tat er sich auch als Mundartdichter hervor.
Seinen Ruhestand verbrachte er nach mehreren Umzügen (seit 1881 bis zur Pensionierung 1904 in Würzburg) ab 1912 in Geiselwind. Alois Josef Ruckert verstarb am 17. November 1916 in seinem 73. Lebensjahr in der Würzburger Theresienklinik nach einer Magenoperation.

## Werke (Auswahl)
Ruckert schrieb Gedichte in unterfränkischer Mundart und wurde vor allem durch sein Buch Unterfränkische Mundart. Beiträge zu einer Sammlung von Ausdrücken, Redensarten und Sprichwörtern, Würzburg [1901/1902] bekannt, die bis ins 21. Jahrhundert mehrfache Neuauflagen und Reprints erhielt. Daneben arbeitete er zusammen mit Jakob Weisenberger und Eduard Küffner an Lehrbüchern für verschiedene Fächer, unter anderem erschien eine unterfränkische Heimatkunde.
- Alois Josef Ruckert’s Briefsteller für den Bürger und Landmann: Enthaltend Briefe aus dem Leben, Geschäftsaufsätze, Quittungen, Scheine, Zeugnisse u. dgl. nebst einer faßlichen Anweisung zum Briefschreiben. Würzburg2 1874.
- Illustrirte Naturgeschichte des Thier-, Pflanzen- und Mineralreichs nebst Menschen Kunde für Volks- und Fortbildungsschulen. Würzburg 1875.
- Lustige Geschichten aus Franken. Stuttgart 1895.
- zusammen mit Jakob Weisenberger: Kurze Heimatkunde von Unterfranken : mit... einem Anhange: Das Maingebiet. Würzburg 1900.
- Unterfränkische Mundart: Beiträge zu einer Sammlung von Ausdrücken, Redensarten und Sprichwörtern in unterfränkischer Mundart. Würzburg 1901. Reprint Würzburg 2000.
- Kurzweil: schnurrige Gedichte u. Geschichten in unterfränk. Mundart. Stuttgart 1901.
- zusammen mit Eduard Küffner: Rechenbuch für die Volkshauptschule : nach der bayer. Lehrordnung neu bearb. o. J.